# 亞諾什豪爾毛

亞諾什豪爾毛是匈牙利的城鎮，位於該國南部匈牙利大平原，由巴奇-基什孔州負責管轄，面積132.21平方公里，2011年人口9,032，其中八成居民信奉天主教。
46°18′N 19°20′E / 46.300°N 19.333°E